# Midicent
Le midicent (abrégé mc) est un codage des notes de musique correspondant à des micro-intervalles pour leur transmission par une interface de type MIDI. La norme MIDI ne code en principe que douze hauteurs par octave et ne prévoit pas de représentation des notes intermédiaires (voir Notes de musique à l'article consacré à la norme). Le midicent est l'un des codages proposés, notamment par le logiciel Open Music de l'Ircam, pour coder des notes microtonales. Il divise l'espace entre deux notes MIDI en cent parties.